# آستین (کنتاکی)
آستین (به انگلیسی: Austin) یک منطقهٔ مسکونی در ایالات متحده آمریکا است که در شهرستان برن، کنتاکی واقع شده‌است. آستین ۲۳۵٫۰ متر بالاتر از سطح دریا واقع شده‌است.